# Ricky Gardiner
Richard Gardiner, detto Ricky (Edimburgo, 31 agosto 1948 – 15 maggio 2022), è stato un chitarrista e compositore scozzese, noto principalmente per la sua collaborazione di fine anni settanta con David Bowie e Iggy Pop.

## Biografia
Nato a Edimburgo, Gardiner frequentò prima la Craigmount School, e successivamente l'Eastwood School di Glasgow. Nel 1962 entrò a far parte dei Vostoks, sua prima band studentesca. Poi si unì ai Kingbees and the System, dove incontrò i musicisti con i quali avrebbe in seguito formato i Beggars Opera nel 1969. In qualità di membro della band, tra il 1970 e il 1975 pubblica sei album di progressive rock.
Successivamente arrivarono le prime collaborazioni di prestigio con David Bowie e Iggy Pop. Per Bowie suonò la chitarra solista sull'album Low del 1977. Con Pop lavorò a Lust for Life dello stesso anno. Il disco include The Passenger, una delle canzoni più famose di Iggy Pop, per la quale Gardiner compose la musica.
Dichiarò di essere affetto da "elettrosensibilità", che credeva di aver contratto tramite l'esposizione ripetuta ad alti livelli di radiazioni emesse da computer e campi magnetici.
Gardiner è morto nel 2022, per le complicazioni della malattia di Parkinson.

## Discografia

### Con Beggars Opera
- 1970 - Act One
- 1971 - Waters of Change
- 1972 - Pathfinder
- 1973 - Get Your Dog off Me!
- 1974 - Sagittary
- 1975 - Beggars Can't Be Choosers

### Con Iggy Pop
- 1977 - Lust for Life
- 1978 - TV Eye (live)
- 2016 - Post Pop Depression

### Con David Bowie
- 1977 - Low